# Pabulator
Der Pabulator (Plural pabulatores) (Futterholer) war ein römischer Armeeangehöriger, der im Marschlager mit der Beschaffung von frischem Grünzeug für die Versorgung der Reitpferde und Lasttiere eingesetzt war.
Das Gras wurde vor Ort von mehreren in Abteilungen zusammengefassten pabulatores gemäht oder bereits vorhandenes Futter (pabulum) aus den umliegenden Landgütern von ihnen beschafft. Die Tiernahrung wurde auf die mitgeführten, zweispännigen Karren (iumenta) geladen und zum Marschlager der Legion oder zum Standort eines kleineren Truppenkörpers befördert. Die in der Nacht oder am frühen Morgen ausgeführte Futterbeschaffung (pabulatio) und der anschließende Transport (vectura) wurden durch berittene Trupps militärisch gesichert. Diese waren in einzelne Wachposten (stationes) taktisch eingeteilt und an den Geländeverhältnissen ausgerichtet entsprechend positioniert.
Da der Grasschnitt sich nicht erwärmen durfte, weil er sonst in Gärung übergehen würde, und daher zeitig an die Tiere, insbesondere an die Pferde, verfüttert werden musste, war eine mehrtägige Vorratslagerung oder ein Nachtransport zu dem bereits aufgebrochenen Heer unmöglich. Es war eine gewisse Fachkenntnis bei den Gräsern, Kräutern und der Tierhaltung notwendig, um mögliche Vergiftungen oder andere Unverträglichkeiten bei den Nutztieren zu vermeiden. Die Durchführung der pabulatio wurde daher vermutlich mit einem festen Stammpersonal vorgenommen.
Während die pabulatores in den republikanischen und in den kaiserlichen Legionen bezeugt sind, ist es nicht klar überliefert, ob es sich bei dem pabulator selber um einen regulären Kombattanten oder um einen anderen Truppenangehörigen wie dem unbewaffneten Mulio (Eseltreiber) gehandelt hatte. Allerdings wird die tägliche Versorgung des lagernden Heeres mit Tierfutter und mit Holz (lignatio) in den Quellen häufig zusammen als herkömmlicher Lagerdienst beschrieben. Der gewöhnliche Lagerdienst gehörte zu den Aufgaben eines einfachen Legionärs, der im Range eines miles gregarius gestanden hatte. Es erscheint daher wahrscheinlicher, dass es sich bei dem pabulator um einen Soldaten gehandelt hatte.